# عباسقلی بختیار
عباسقلی بختیار (زاده ۱۳۰۵ اردل ) سیاستمدار، حقوق‌دان، مدرس دانشگاه و مدیر ارشد اجرایی ایرانی است، که در کابینه شاپور بختیار، تصدی وزارت صنایع و معادن و سرپرستی وزارت بازرگانی را برعهده داشت.
بختیار دانش‌آموخته کارشناسی حقوق از دانشگاه تهران، کارشناسی ارشد مهندسی شیمی از دانشگاه گلاسکو و دکتری مهندسی شیمی از دانشگاه لندن بود. وی فعالیت شغلی خود را از ۱۳۳۹ در شرکت ملی نفت ایران آغاز کرد. از سال ۱۳۴۸ تا ۱۳۵۴ معاونت صنعتی وزارت اقتصاد را برعهده داشت. در فاصله سال‌های ۱۳۵۴ تا ۱۳۵۶ مدیرعامل سازمان اتکا بود و از سال ۱۳۵۶ تا ۱۳۵۷ برای مدت یک سال، عضویت هیئت مدیره شرکت ملی نفت ایران را برعهده داشت. عباسقلی بختیار از نوادگان ضرغام‌السلطنه به‌شمار می‌آید.

## زندگی‌نامه
عباسقلی بختیار فرزند سلطانعلی، از نوادگان ضرغام السلطنه، در سال ۱۳۰۵ خورشیدی در اردل از توابع چهارمحال و بختیاری به دنیا آمد. تحصیلات ابتدایی را در مدرسه فیروز بهرام و دوره دبیرستان را در دبیرستان‌های البرز و ادب گذراند. سپس در دانشگاه تهران در رشته حقوق تحصیلات خود را تمام کرد و جهت ادامه تحصیل راهی بریتانیا شد و از دانشگاه گلاسکو درجه مهندسی شیمی و از دانشگاه لندن درجه دکترای همین رشته را دریافت نمود و پس از مراجعت به ایران در سال ۱۳۳۹ که همزمان با قانون ملی شدن نفت بود به استخدام شرکت ملی نفت ایران درآمد. مراحل ترقی را در این شرکت طی نمود و برای مدتی هم در پالایشگاه نفت آبادان و نیز در پخش تهران مسئولیت‌هایی داشت.
در سال ۱۳۴۸ که هوشنگ انصاری اقدام به تغییر کادر معاونان خود نمود، وی را به معاونت صنعتی وزارت اقتصاد منصوب کرد. پس از مدتی به دنبال کشمکش‌های سیاسی میان انصاری و نجم‌آبادی وی این مقام را ترک و به سازمان خریدهای نظامی منتقل شد. در تاریخ ۳۱ فروردین ماه ۱۳۵۲ پروتکل مربوط به مذاکرات سومین کمیسیون فرعی شرکت صنایع سنگین ایران و رومانی توسط عباسقلی بختیار و ایون مارگاریتسکو، معاون وزارت صنایع ماشین‌سازی رومانی در تهران به امضا رسید. اولین فدراسیون اسکواش ایران در سال ۱۳۵۳ به ریاست وی تأسیس شد اما پس از یک سال منحل گردید.
در سال ۱۳۵۴ به دنبال اختلافی که میان کریم ایادی رئیس هیئت مدیره سازمان اتکا و سرلشکر علی‌اکبر ضرغام مدیرعامل آن سازمان به وجود آمد، شاه ناگزیر ضرغام را از مدیرعاملی معزول و از هوشنگ انصاری تقاضای معرفی فرد جدیدی برای این امر نمود، که وی عباسقلی بختیار را برای این سمت انتخاب و معرفی نمود. بختیار چند سالی مدیرعامل سازمان اتکا بود، تا این‌که در سال ۱۳۵۶ که هوشنگ انصاری به مدیریت عامل شرکت ملی نفت منصوب گردید، عباسقلی بختیار را به عضویت هیئت مدیره شرکت ملی نفت ایران تعیین نمود و امور صنعتی و بازرگانی را به او واگذار کرد.
در دی ماه ۱۳۵۷ که شاپور بختیار به نخست‌وزیری منصوب شد پسر عمویش عباسقلی را به وزارت معادن و سرپرستی وزارت بازرگانی تعیین نمود. پس از ۳۷ روز کابینه بختیار سقوط کرد و عباسقلی بختیار بازداشت شد. برادرش ابوالحسن کفالت وی را پذیرفت. اما چون بعد از آزادی به فرانسه گریخت، او را به جای عباسقلی دستگیر کردند.

## فعالیت‌های اداری
- استخدام شرکت ملی نفت ایران و مدیریت عامل شرکت سهامی پتروشیمی آبادان (از سال ۱۳۴۵ به بعد)
- معاون صنعتی وزارت اقتصاد (۱۳۴۸)
- مدیرعامل سازمان اتکا (۱۳۵۴)
- عضو هیئت مدیره شرکت ملی نفت ایران (۱۳۵۶)
- وزیر صنایع و معادن و سرپرست وزارت بازرگانی در کابینه شاپور بختیار (۱۳۵۷)
- مدیر فنی شرکت سهامی قند اصفهان
- دانشیار دانشکده فنی دانشگاه تهران در رشته مهندسی شیمی
- رئیس بهره‌برداری گاز و پتروشیمی در شرکت ملی نفت ایران
- مسئول طرح مجتمع پتروشیمی آبادان